# كلوريد ثنائي إيثيل الألومنيوم
كلوريد ثنائي إيثيل الألومنيوم هو مركب ألومنيوم عضوي شديد الخطورة وهو من أحماض لويس صيغته الكيميائية  C4H10AlCl .

## التحضير
يحضر المركب من اختزال ثلاثي كلوريد ثلاثي إيثيل ثنائي الألومنيوم باستخدام الصوديوم:
{\displaystyle {\ce {2 (C2H5)3Al2Cl3 + 3 Na -> 3 (C2H5)2AlCl + Al + 3 NaCl}}}
كما يحضر من تفاعل ثلاثي إيثيل الألومنيوم مع حمض الهيدروكلوريك:
{\displaystyle {\ce {(C2H5)3Al + HCl -> (C2H5)2AlCl + C2H6}}}

## الخواص
يوجد المركب في الشروط القياسية على شكل سائل مصفر، وتتألف بنيته من ثنائي وحدات (ديمير)، وتكون لذرة الألومنيوم المركزية فيه بنية رباعية السطوح.
يعد المركب ذو نشاط كيميائي كبير، حتى أنه تلقائي الاشتعال.

## الاستخدامات
يستخدم كلوريد ثنائي إيثيل الألومنيوم ضمن حفازات تسيغلر-ناتا من أجل بلمرة الألكينات.